# Болшево (Ярославская область)
Болшево — деревня в Переславском районе Ярославской области.

## География
Находится в южной части Ярославской области на расстоянии приблизительно 6 км на восток-юго-восток по прямой от районного центра города Переславль-Залесский.

## История
Деревня была отмечена еще на карте 1808 года. В 1859 году здесь (деревня Переславского уезда Владимирской губернии) было учтено 32 двора, в 1940—123, в 1978 — 84. До 2018 года входила в состав Пригородного сельского поселения.

## Население
Численность населения: 280 человек (1859 год), 51 (русские 80 %) в 2002 году, 25 в 2010.